# Rayos Láser (banda)
Rayos Láser es una banda argentina de pop rock alternativo formada en 2011 en Villa María, Córdoba. Está integrada por Tomás Ferrero (voz y guitarra), Gustavo "Gringo" Rodríguez (guitarra y voz) y César Séppey (bajo y coros). Su estilo fusiona sonidos electrónicos, rock melódico e influencias del indie.

## Historia
La banda se formó en 2011, cuando sus integrantes se conocieron en la carrera de Composición Musical de la Universidad Nacional de Villa María. Comenzaron a reunirse para tocar canciones y grabar demos. Más adelante, comenzaron a subir sus primeras canciones a SoundCloud.
En 2012 lanzaron su primer álbum, Rayos Láser, a través del sello independiente cordobés Discos del Bosque. El disco tuvo una gran recepción dentro de la escena emergente del indie nacional y destacó especialmente por el videoclip de "Mintiéndome". En vivo, la banda sorprendía con una estética descontracturada y llamativa, con prendas como calzas galácticas o camperas impermeables de colores.
Poco después se sumaron a Geiser Discos, lo que les permitió llegar a escenarios más grandes como el festival Pepsi Music 2012, donde tocaron en el escenario principal, y también ser teloneros de artistas como Jonas Brothers y Ringo Starr. Ese año fueron nominados a los MTV Europe Music Awards en la categoría "Mejor Artista Latino".
En 2013 también publicaron un EP acústico llamado La Noche Del Sur donde reversionan canciones de su primer disco.
En 2014 editaron su segundo disco, Villa Nueva, manteniendo una estética sonora con elementos electrónicos que, según la banda, resultaban desafiantes para reproducir en vivo debido a la atención que necesitaban ponerle a la computadora.
Después de una pausa, en 2017 sacaron los singles "Sin Gravedad" y "Deja tu ángel salir", seguidos por "Un regalo tuyo" en 2018, como adelanto de su tercer disco del mismo nombre. La presentación de ese disco en Buenos Aires durante una tormenta. En 2019 atravesaron un momento de crisis y reflexión sobre el futuro de la banda. Finalmente, su amistad y el amor por la música los impulsó a seguir, y lanzaron el single "Nuestro amor".
En 2020, ya en contexto de pandemia, sacaron el sencillo "Más fuerte" junto a Lucas Martí, seguido por "Ya me hiciste mal", que tuvo un videoclip animado que se volvió viral. Ambas canciones formaron parte de su cuarto álbum, El reflejo, lanzado en noviembre de ese año. El álbum recibió nominaciones a los Premios Gardel y a los Premios Grammy Latinos en la categoría "Mejor Álbum Pop/Rock". También lanzaron el video de "Un recuerdo de vos y de mí" con la actuación de Celeste Cid, y una versión de "Lo que digo" junto a Raly Barrionuevo. Más tarde, Daniela Spalla participó en el remix de "Ya me hiciste mal". Además, recibieron cuatro Premios Cieya ese año.
En 2022 lanzaron su quinto álbum, La distancia, precedido por los singles "Nada de mí", "La pelea" y "Problemas". El disco refleja una búsqueda por un sonido más cercano al vivo. Lo presentaron con una gira nacional y fechas en México y Colombia.
En 2023 sacaron los singles "Tu Nombre", "Pantallas y Desiertos" junto a la banda chilena "Mecánico" y por último "Te Vas".
Durante 2024 lanzaron el disco en vivo Rayos Láser en Vivo, que recopila versiones en directo de sus canciones. En 2025 editaron su más reciente álbum de estudio, Ya No Estoy Aquí, que incluye los singles "Imán", "El fin del amor" y "El día y la noche", este último en colaboración con Juan Ingaramo. Actualmente están en una gira por Latinoamérica para presentarlo.

## Miembros
- Tomás Ferrero – voz principal, guitarra
- Gustavo "Gringo" Rodríguez – guitarra, coros
- César Séppey – bajo, coros

## Estilo musical e influencias
Rayos Láser ha sido asociada con los géneros pop rock, indie y rock alternativo. Su propuesta combina melodías suaves, guitarras envolventes y bases electrónicas. Tienen influencias en el rock nacional, así como la estética del cine de ciencia ficción. El nombre de la banda hace referencia a un elemento que en el pasado se usaba para representar el futuro.

## Discografía

### Álbumes de estudio
- Rayos Láser (2012)
- Villa Nueva (2014)
- Un regalo tuyo (2018)
- El reflejo (2020)
- La distancia (2022)
- Ya No Estoy Aquí (2025)

### Otros lanzamientos y EPs
- La Noche Del Sur (EP acústico, 2013)
- Rayos Láser en Vivo (2024)
- "Sin Gravedad" (2017)
- "Deja tu ángel salir" (2017)
- "Nuestro amor" (2019)
- "Más fuerte" (2020, con Lucas Martí)
- "Ya me hiciste mal" (2020)
- "Lo que digo" (2021, con Raly Barrionuevo)
- "Nada de mí" (2022)
- "La pelea" (2022)
- "Problemas" (2022)
- "Tu Nombre" (2023)
- "Pantallas y Desiertos" (2023, con Mecánico)
- "Te Vas" (2023)
- "El fin del amor" (2024)
- "Imán" (2024)
- "El día y la noche" (2025, con Juan Ingaramo)

## Premios y nominaciones
| Año  | Premio                  | Categoría                         | Trabajo nominado    | Resultado | Ref. |
| ---- | ----------------------- | --------------------------------- | ------------------- | --------- | ---- |
| 2013 | MTV Europe Music Awards | Mejor artista latinoamericano sur | Ellos mismos        | Nominados |      |
| 2015 | Premios Carlos Gardel   | Mejor álbum grupo pop             | Villa Nueva         | Nominados |      |
| 2019 | Premios Carlos Gardel   | Mejor álbum grupo pop             | Un regalo tuyo      | Nominados |      |
| 2021 | Premios Carlos Gardel   | Mejor álbum grupo pop             | El reflejo          | Nominados |      |
| 2021 | Premios Grammy Latinos  | Mejor álbum pop/rock              | El reflejo          | Nominados |      |
| 2021 | Premios Cieya           | Disco del año                     | El reflejo          | Ganadores |      |
| 2021 | Premios Cieya           | Canción del año                   | «Ya me hiciste mal» | Ganadores |      |
| 2021 | Premios Cieya           | Videoclip del año                 | «Ya me hiciste mal» | Ganadores |      |
| 2021 | Premios Cieya           | Artista o banda pop del año       | Ellos mismos        | Ganadores |      |
| 2022 | Premios Cieya           | Artista o banda pop del año       | Ellos mismos        | Nominados |      |